# Ioannis Rallis
Ioannis Rallis (Ιωάννης Δ. Ράλλης), född 1878 i Aten, död 26 oktober 1946 i Aten, var en grekisk politiker och kollaboratör. Han var premiärminister i den nazikontrollerade regeringen från den 7 april 1943 till den 12 oktober 1944. Efter andra världskriget dömdes han till livstids fängelse som kollaboratör.